# Stanley Baldwin

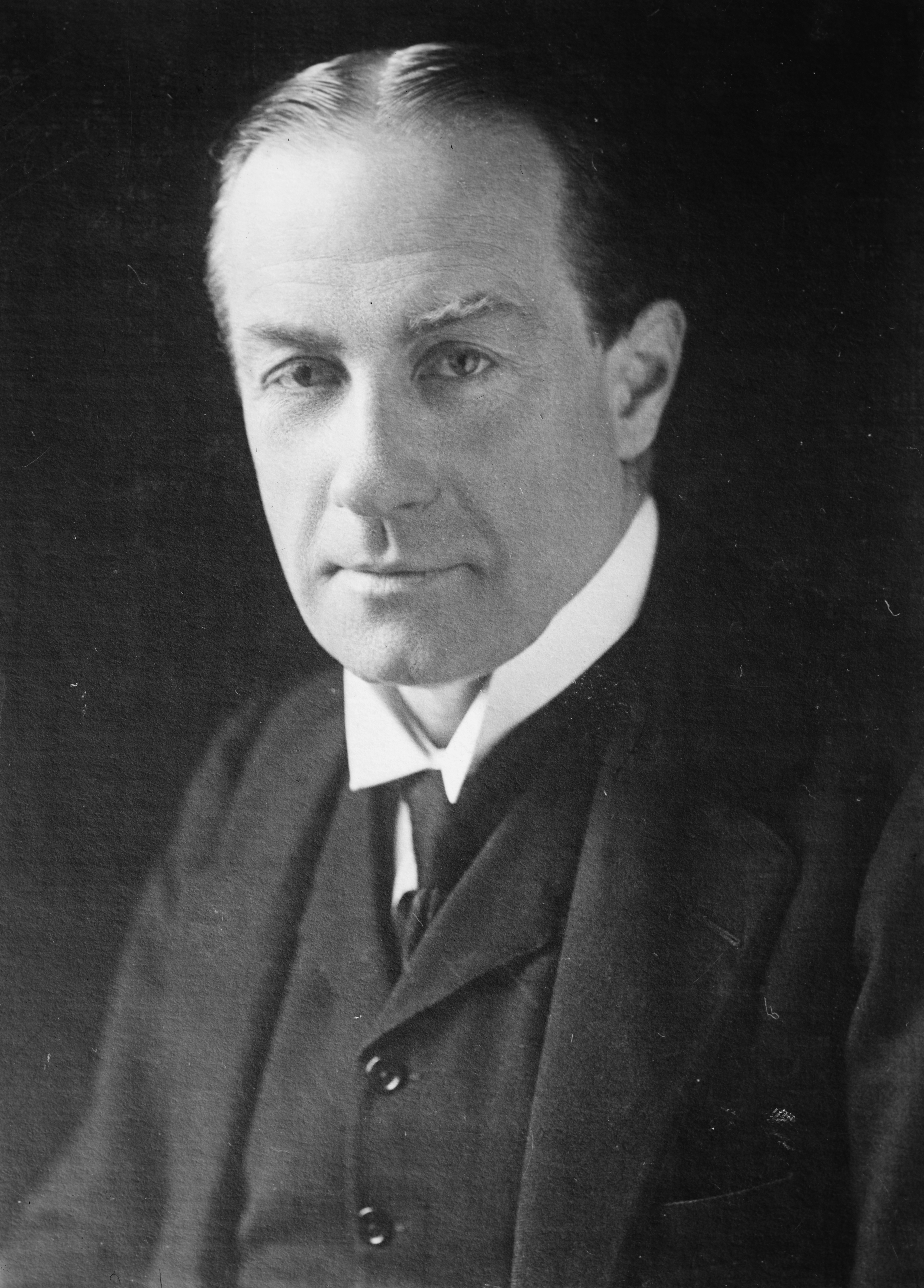
Stanley Baldwin (1920)

Stanley Baldwin, 1. Earl Baldwin of Bewdley, KG, PC (* 3. August 1867 in Bewdley, Worcestershire; † 14. Dezember 1947 in Astley Hall bei Stourport-on-Severn, Worcestershire) war einer der führenden konservativen Politiker im Großbritannien der Zwischenkriegszeit. In den Jahren von 1923 bis 1937 bekleidete er unter anderem dreimal das Amt des Premierministers.
Geboren in eine wohlhabende Familie, durchlief Baldwin eine Upperclass-Ausbildung in Harrow und Cambridge. Nach langen Jahren im Familienbetrieb kandidierte er 1908 erfolgreich bei einer Nachwahl für einen Sitz im Unterhaus. Dort verbrachte er eine Dekade als unbedeutender Hinterbänkler. 1917 erhielt er seinen ersten Regierungsposten in der Koalition aus Konservativen und Lloyd Georges liberaler Teilfraktion und wurde 1921 als President of the Board of Trade Mitglied des Kabinetts. Im Oktober 1922 war er maßgeblich daran beteiligt, beim Carlton-Club-Treffen die Koalition zwischen Konservativen und Lloyd Georges Liberalen zu beenden. Danach wurde er Schatzkanzler in Bonar Laws konservativer Alleinregierung und avancierte nach Bonar Laws gesundheitsbedingtem Rücktritt zu dessen Nachfolger als Premierminister.
Wenige Monate nach seinem Amtsantritt rief er überraschend Neuwahlen aus, bei denen die Konservativen jedoch ihre Mehrheit einbüßten und es zu einem hung parliament kam. Die Folge war eine kurze Oppositionsphase für die Konservativen und die erste Labour-Regierung, die sich als instabil erwies, als die Liberalen ihr im Parlament die Unterstützung entzogen. Nach erneuten Neuwahlen im Oktober 1924 errangen die konservativen „Tories“ einen Sieg und Baldwin formte seine zweite Regierung. Aufbauend auf den Reformen der Liberalen vor dem Ersten Weltkrieg wurde während Baldwins Regierung der Sozialstaat weiter ausgebaut. Dennoch kam es weiterhin zu Arbeitskämpfen und im Mai 1926 zum Generalstreik. Nach der Wahlniederlage 1929 fand sich Baldwin zunächst erneut als Oppositionsführer wieder; infolge der Weltwirtschaftskrise traten Baldwins Konservative in die aus Vertretern aller Parteien gebildete Nationale Regierung unter Premierminister MacDonald ein, Baldwin war dabei hinter der Galionsfigur MacDonald die führende Kraft. Nach der gewonnenen Unterhauswahl 1935 bildete Baldwin seine dritte Regierung. Der Hoare-Laval-Pakt im Dezember 1935 führte zum Rücktritt von Außenminister Hoare und bewirkte sowohl eine schwere Krise der Regierung als auch nachfolgend eine monatelange persönliche Krise Baldwins, der Mitte 1936 seinen Rücktritt für das kommende Jahr ankündigte. Seine gekonnte Handhabung der Abdankung Eduards VIII. ließ Baldwin jedoch noch einmal in günstigem Licht dastehen und ihn als hochgeachteten Politiker abtreten.
Nach seinem Rückzug ins Privatleben 1937 weithin als der meistgeachtete Politiker im Land angesehen, wurde Baldwin, beginnend 1940 mit dem Buch Guilty Men, maßgeblich für die Appeasement-Politik gegenüber den faschistischen Diktaturen verantwortlich gemacht. Auch für die nicht ausreichende Wiederaufrüstung in den 1930er-Jahren, die Großbritannien im Sommer 1940 an den Rand einer Niederlage brachte, gab man Baldwin die Hauptverantwortung. Erst in den 1960er-Jahren kam es zu einer ausgewogeneren Beurteilung Baldwins.

## Leben

### Jugend

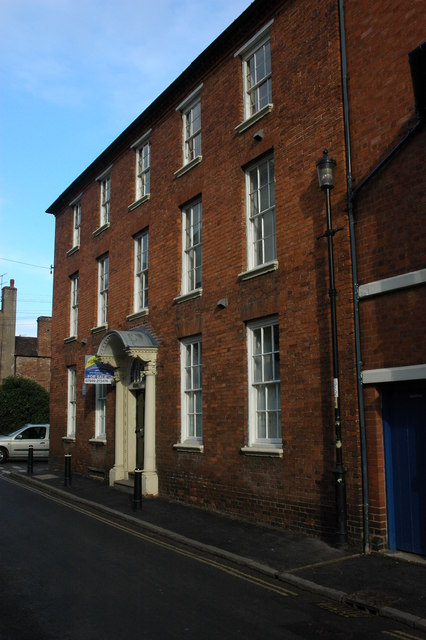
Baldwins Geburtshaus in Bewdley

Stanley Baldwin wurde am 3. August 1867 in Bewdley in der englischen Grafschaft Worcestershire geboren. Er blieb ein Einzelkind. Baldwins Mutter Louisa MacDonald stammte aus einer walisisch-schottischen Ehe. Eine ihrer Schwestern heiratete den Vater von Rudyard Kipling, eine zweite Edward Burne-Jones und eine dritte wurde die Frau von Edward Poynter. Sein Vater, Alfred Baldwin (1841–1908), war ein Eisenfabrikant in dritter Generation, der den Familienbetrieb, der kurz vor dem Bankrott stand, in den 1860er-Jahren sanierte und beständig ausbaute. Durch seinen Erfolg avancierte er zum Vorstandsmitglied der Great Western Railway. Ursprünglich Methodist, trat er der Anglikanischen Kirche bei und wurde über die Jahre erzreligiös und ein extremer Verfechter seines Glaubens. Zur gleichen Zeit wechselte er auch seine politische Ausrichtung; als Reaktion auf William Ewart Gladstones zunehmend radikalere Grundhaltung verließ er die Liberale Partei und trat der Konservativen Partei bei. Von den Wahlen 1892 bis zu seinem Tod 1908 war er für die Konservativen ein Unterhausmitglied für den Bewdley-Wahlkreis.
Baldwin erhielt als das erste Mitglied der Familie eine konventionelle Upperclass-Ausbildung. Er wurde zunächst – gemeinsam mit seinem Cousin Ambrose Poynter – nach Hawtrey’s geschickt, eine renommierte Vorbereitungsschule, deren Schüler danach traditionell beinahe ausschließlich das Eton College besuchten. Baldwin wurde dagegen am Ende seiner Zeit in Hawtrey’s auf den großen Eton-Rivalen Harrow geschickt, um ihn und Ambrose voneinander zu trennen, da beide unzertrennlich waren und aus Sicht der Eltern Baldwin seinen Cousin dominierte. Dort startete er zwar zunächst erfolgreich, ohne jedoch zu glänzen. Er blieb ein anonymer Schüler, der wenig Aufmerksamkeit von Lehrern und Mitschülern gewann. Im dritten Jahr wurde er jedoch dabei ertappt, als er seinem Cousin in Eton selbst verfasstes pornographisches Material schickte. Der Schuldirektor Montagu Butler ließ Baldwins Vater vorladen und veranlasste zusätzlich eine Prügelstrafe. Während die Angelegenheit für die Schulleitung damit erledigt war, wurde Baldwin danach zunehmend träge und verschlossen. In späteren Jahren zeigte er eine uneindeutige Haltung zu seiner ehemaligen Schule. Während er sich in Reden teils nostalgisch über seine Schulzeit in Harrow äußerte, schickte er seine beiden Söhne nach Eton.
Auch in Cambridge, wo er nachfolgend am Trinity College Geschichte studierte, blieb er unauffällig und machte keine Anstrengungen, um sich akademisch hervorzutun. In seinen Studienjahren zeigte er einen stetigen Leistungsabfall; vom First (die höchste Wertung) im ersten Jahr zu einem Second im zweiten und einem Third im dritten Jahr. Wiederum zeigte er sich verschlossen. Er schloss mit anderen Kommilitonen keine Freundschaften und nahm auch abseits der Hörsäle an keinen Aktivitäten teil; er trat lediglich dem Debattierclub des Colleges bei, wurde jedoch nach einem Jahr aufgefordert, diesen wieder zu verlassen, da er sich niemals aktiv an den Debatten beteiligte. In späteren Jahren sah Baldwin seine Zeit in Cambridge als größtenteils verschwendet an.

### Einstieg ins Geschäftsleben, Familiengründung

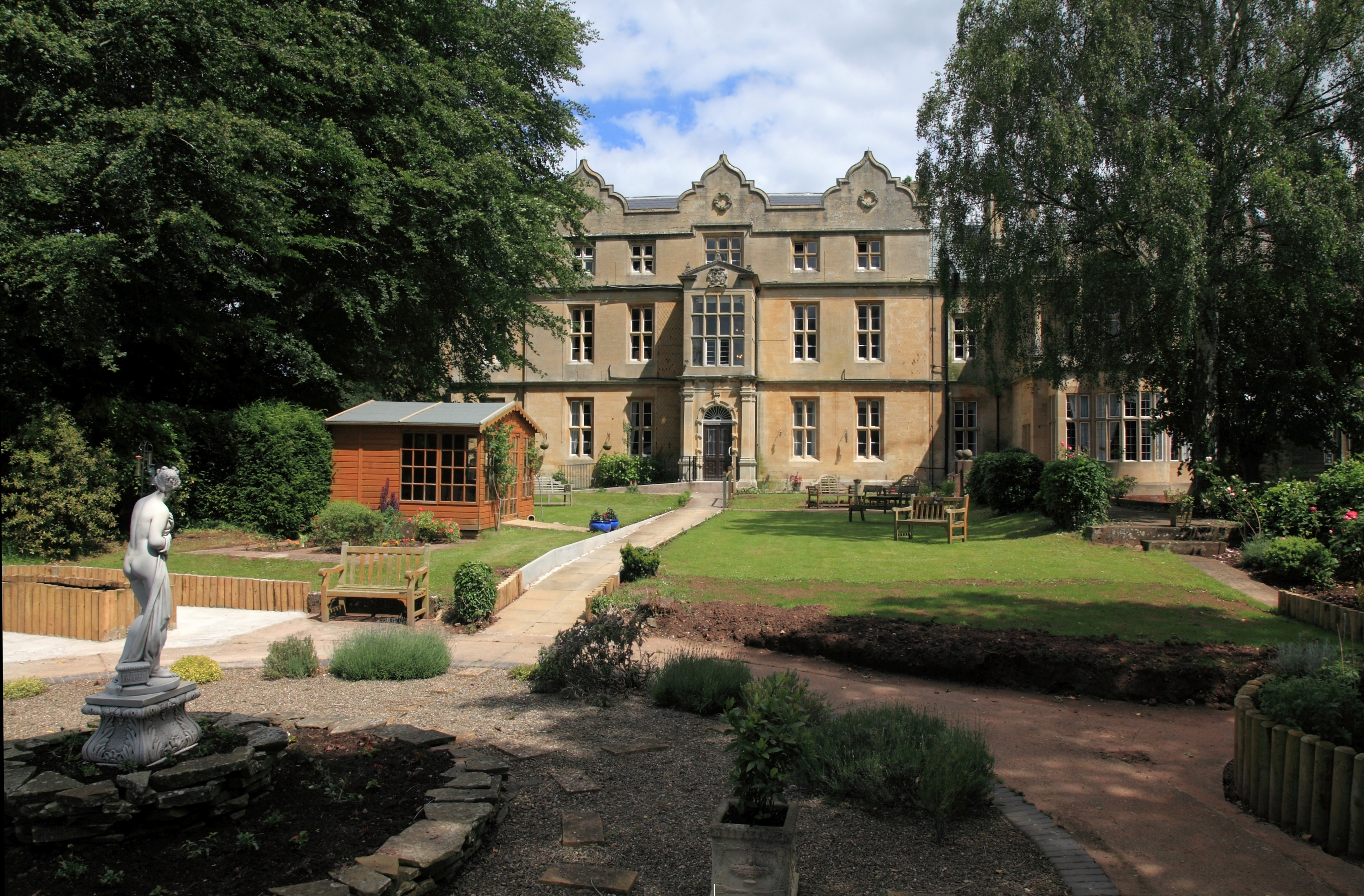
Astley Hall, Baldwins Heim von 1902 bis zu seinem Tod 1947.

Nach dem Abgang von Cambridge trat er in das Unternehmen der Familie ein und wurde zweiter Mann hinter seinem Vater. Baldwin Ltd. war zu dieser Zeit mit mehr als tausend Angestellten und einem notierten Wert von etwa einer Million Pfund Sterling eines der hundert größten Unternehmen im Land. Wiederum zeigte er in den Augen seiner Biographen keinen besonderen Ehrgeiz, die Geschicke des Unternehmens selbst zu führen und arbeitete eher als Zuarbeiter und Assistent für seinen Vater, der ihm regelmäßig Aufträge delegierte, wie etwa den Rationalisierungsprozess in dem stetig expandierenden Unternehmen. Die familieneigene Firma, mit langsamem Wachstum und einer paternalistischen Haltung der Leitung zu den Mitarbeitern, war für Baldwin auch in seinen späteren Jahren als Politiker noch das Leitbild eines soliden Unternehmens; in diesem Sinne äußerte er gegenüber Bonar Law, dass seiner Meinung nach ein Mann, der eine Million auf schnelle Weise gemacht habe, eher ins Zuchthaus als ins Oberhaus (House of Lords) gehöre. In den 1920er Jahren war das Unternehmen von der allgemeinen Wirtschaftskrise im Land mit betroffen und erholte sich erst in den 1930er Jahren wieder.
1892 lernte Baldwin, der als scheu in Gesellschaft von Frauen beschrieben wurde, durch seine Burne-Jones-Cousins Lucy Ridsdale aus Rottingdean in der Grafschaft Sussex kennen; sie heirateten noch im selben Jahr. Lucy galt als fröhliche und sportliche Frau. Während Baldwin eine starke Leidenschaft für lange Wanderungen durchs Land hatte, spielte sie gern Cricket und Tennis, teilte mit ihrem Mann die Religiosität und betete mit ihm jeden Morgen. Mit ihr hatte er, nach einem totgeborenen Sohn, noch zwei Söhne und vier Töchter. Der ältere Sohn, Oliver (1899–1958), lebte für die damaligen gesellschaftlichen Konventionen bald relativ offen in einer homosexuellen Beziehung mit seinem Partner John Boyce; er wurde Schriftsteller und Politiker und trat der Labour Party bei; 1923 kandidierte er erfolglos für einen Sitz im Unterhaus und distanzierte sich von der Politik seines Vaters. 1929 wurde er für Labour ins Unterhaus gewählt und beendete seine Karriere als Gouverneur der Inseln über dem Winde (Antillen) (Leeward Islands). Während beide Elternteile sein Privatleben ohne Vorurteile akzeptierten und Olivers Partner bald als Teil der Familie ansahen, stellte seine politische Orientierung für Baldwin eine andauernde Peinlichkeit dar. Dessen jüngerer Bruder Arthur Windham Baldwin (* 1904) wurde zunächst ebenfalls Geschäftsmann und verfasste nach dem Zweiten Weltkrieg mehrere Bücher, darunter auch eine Biographie seines Vaters. Die vier Töchter heirateten jeweils und führten ein Leben abseits der Öffentlichkeit. Die vierte Tochter, Esther Louisa (Betty) verbrachte einige Jahre in einem Kloster und verfasste darüber später ein Buch.

### Politische Lehrjahre
Bereits in seiner Jugend hatte er mit einem Einstieg in die Politik geliebäugelt und sich mit dem konservativen Politiker Benjamin Disraeli beschäftigt, dessen Reden und Wirken er in Harrow gründlich verfolgt hatte. Im Wahlkreis seines Vaters hielt er seine ersten politischen Reden. 1904 wurde er erstmals im benachbarten Wahlkreis Kidderminster, der in den letzten Jahren eine konservative Hochburg gewesen war, von der lokalen konservativen Parteiorganisation als Kandidat für die nächste Wahl ausgewählt. Die Unterhauswahl 1906 geriet allerdings zu einem liberalen Erdrutschsieg; während sein Vater den Wahlkreis Bewdley erfolgreich verteidigte, verlor Baldwin in Kidderminster.
Als sein Vater 1908 verstarb, wurde Stanley Baldwin als Nachfolger seines Vaters bei einer Nachwahl zum Unterhausmitglied des Wahlkreises Bewdley im britischen Unterhaus gewählt. Innerhalb der Konservativen Partei vertrat er einen eher industriefreundlichen Kurs und verband sich bald mit dem protektionistischen Flügel um Joseph Chamberlain, der eine Abkehr vom damals herrschenden Dogma des Freihandels propagierte. Während seiner ersten Dekade im Unterhaus blieb Baldwin ein unscheinbarer Hinterbänkler, der praktisch nicht am intellektuellen Diskurs im Unterhaus teilnahm. Er wird von Robert Blake in seiner Geschichte der Konservativen Partei in dieser politischen Lebensphase als „unbekannte Nichtentität“ beschrieben, der sich bereits aus der Politik zurückziehen wollte, als er 1917 von Parteiführer Andrew Bonar Law schließlich einen Posten im Schatzamt erhielt. Dieser hatte ihn zögerlich einige Monate zuvor zu seinem parlamentarischen Privatsekretär gemacht. Hier sammelte er erste Regierungserfahrungen in der Koalitionsregierung, die vom letzten liberalen Premier David Lloyd George angeführt wurde, sich jedoch bereits in ihrer Zusammensetzung mehrheitlich auf die Konservative Partei stützte. Bei der Gründung des National Fund 1919 wirkte er maßgeblich mit: Er spendete dem Schatzamt die Summe von 120.000 Pfund, ein Fünftel seines eigenen Vermögens. Dazu schrieb er einen halbanonymen Leserbrief an die Londoner Times in der Hoffnung, dass andere dem Beispiel folgen würden.

### Aufstieg
Als Bonar Law im März 1921 aufgrund gesundheitlicher Gründe aus dem Kabinett ausschied, wurde Baldwin von Lloyd George zum President of the Board of Trade ernannt und stieg damit zum Kabinettsmitglied auf. Die Beförderung verdankte Baldwin allein der kabinettsinternen Balance, die Lloyd George gewährleisten wollte, indem er einen von Bonar Laws Protegés beförderte. Bei wichtigen Aufgaben wie der Vermittlung und Kompromisslösung von Arbeitskämpfen, für die das Board of Trade eigentlich zuständig war, wurde er von Lloyd George nicht einbezogen. Während der Zeit im Kabinett gewann Baldwin einen äußerst negativen Eindruck von Lloyd George; er vermerkte privat dessen zersetzenden Effekt auf alle, mit denen er zu tun hatte und betrachtete Lloyd George bald als „einen Korrumpierer des öffentlichen Lebens“. Mit seiner negativen Sicht auf Lloyd George war Baldwin nicht allein; die konservativen Hinterbänkler hegten bereits seit vielen Jahren ein starkes Misstrauen gegen ihn. Auch in den konservativen lokalen Parteiorganisationen wuchs die Unzufriedenheit. Die Parteispitze um Austen Chamberlain hielt dagegen unbeirrt an der Koalition fest. Im Verlauf des Jahres 1922 wurde die Koalition von mehreren Krisen heimgesucht. Im Juni kam es zum Korruptionsskandal um Adelserhebungen, nachdem öffentlich wurde, dass mehrfach in den letzten Jahren Männer mit zweifelhafter Reputation geadelt worden waren, deren Ernennung als nicht statthaft galt, die jedoch große Summen an Vertrauensleute Lloyd Georges gespendet hatten. Während Baldwin im September 1922 im südfranzösischen Aix-les-Bains seinen alljährlichen Urlaub verbrachte, kam es zur Chanakkrise; Lloyd George, Kolonialminister Winston Churchill und Lord Birkenhead veröffentlichten im Alleingang und ohne Absprache mit dem Kabinett und den Verbündeten Großbritanniens eine Erklärung, in der sie der Türkei mit einem Krieg drohten. Der konservative Außenminister Lord Curzon handelte in schwierigen Konsultationen eine Kompromisslösung – den Waffenstillstand von Mudanya – aus. Baldwin zeigte sich danach entschlossen, entweder zurückzutreten oder gemeinsam mit Gleichgesinnten den Sturz Lloyd Georges herbeizuführen.
Im Oktober war Baldwin beim Carlton-Club-Treffen maßgeblich am Sturz Lloyd Georges beteiligt. In seiner Rede beim Treffen drohte Baldwin mit seinem Rücktritt aus der Regierung und damit, die kommende Wahl als unabhängiger konservativer Kandidat zu bestreiten. Baldwin konzentrierte seine Kritik auf Lloyd George. Er beschrieb Lloyd George als eine dynamische Kraft, die jedoch eine furchtbare Sache sei und die Konservativen ebenso spalten könne wie zuvor bereits die Liberalen: „Nehmen Sie Mr. Chamberlain und mich selbst. Er ist entschlossen, in die politische Wildnis zu gehen, wenn er dazu gezwungen ist, den Premierminister im Stich zu lassen, und ich bin vorbereitet in die Wildnis zu gehen, wenn ich gezwungen bin, bei ihm zu bleiben.“ Baldwins Ansprache, für seine Biographen Middlemas und Barnes die couragierteste Rede seines Lebens, fand viel Applaus, und nach Bonar Laws gleichartiger Rede stimmte eine Mehrheit der anwesenden konservativen Unterhausmitglieder gegen die Fortführung der Koalition. Lloyd George reichte daraufhin seinen Rücktritt ein und Bonar Law bildete in der Folge eine konservative Alleinregierung. Da wichtige Kabinettsmitglieder wie Austen Chamberlain, Lord Birkenhead und Sir Robert Horne die Weiterführung der Koalition befürwortet hatten und nun ebenfalls zurücktraten, hatte Bonar Law bei der Kabinettsbildung – mit Ausnahme von Außenminister Lord Curzon – nur wenige erfahrene Politiker zur Auswahl. Vor diesem Hintergrund avancierte Baldwin zum Schatzkanzler, nachdem der Wunschkandidat Reginald McKenna abgelehnt hatte.
Als Schatzkanzler musste Baldwin mit einer doppelten Herausforderung fertigwerden, eine hohe Arbeitslosigkeit von über eineinhalb Millionen Menschen und einem gleichzeitigen Budgetdefizit. Ein weiteres drängendes Problem war die Frage der interalliierten Kriegsschulden. Während Großbritannien einerseits bei den USA hochverschuldet war, hatte es gleichzeitig bei seinen anderen Kriegspartnern wie Frankreich und Italien umfangreiche Außenstände, die insgesamt das Vierfache der britischen Schulden bei den USA betrug. Ende Januar 1923 wurde das Problem drängend, da die USA nun auf einer Einigung bestanden. Baldwin reiste deshalb nach Washington, D.C., um dort mit amerikanischen Vertretern zu verhandeln. Großbritannien war hier in einer heiklen Lage, da seine Schuldner maximal 25 Millionen Pfund an Rückzahlungen jährlich aufbringen konnten, die USA jedoch ihrerseits deutlich höhere Rückzahlungen im Jahr – nämlich 46 Millionen Pfund jährlich – verlangten. Baldwin kam in die USA, um dort neue Bedingungen auszuhandeln. Noch unerfahren in Verhandlungen mit seinen amerikanischen Verhandlungspartnern ließ er sich unter dem Hinweis der nahenden amerikanischen Kongresswahlen zu einem schnellen Abschluss der Verhandlungen drängen. Die Vereinbarung sah Rückzahlungen in Höhe von 40 Millionen Pfund im Jahr vor, was eine Verbesserung der bestehenden Bedingungen war und für Baldwin die besten Bedingungen darstellte, die möglich waren. Ohne sich vorher mit dem Kabinett oder Bonar Law abgestimmt zu haben, machte er gleich bei seiner Rückkehr in Southampton die Vereinbarung öffentlich. Bonar Law war über Baldwins Vorgehen entsetzt; bestärkt von John Maynard Keynes lehnte er die Einigung rundweg ab und dachte an Rücktritt, da das Kabinett einen Bruch des Vertrags als noch schädlicher ansah als ein Festhalten an den ungünstigen Bedingungen. Von Freunden wie Max Aitken (geadelt als Lord Beaverbrook) überredet, blieb er jedoch im Amt, Baldwin verteidigte die Vereinbarung danach vehement im Unterhaus.

### Die Nachfolge Bonar Laws

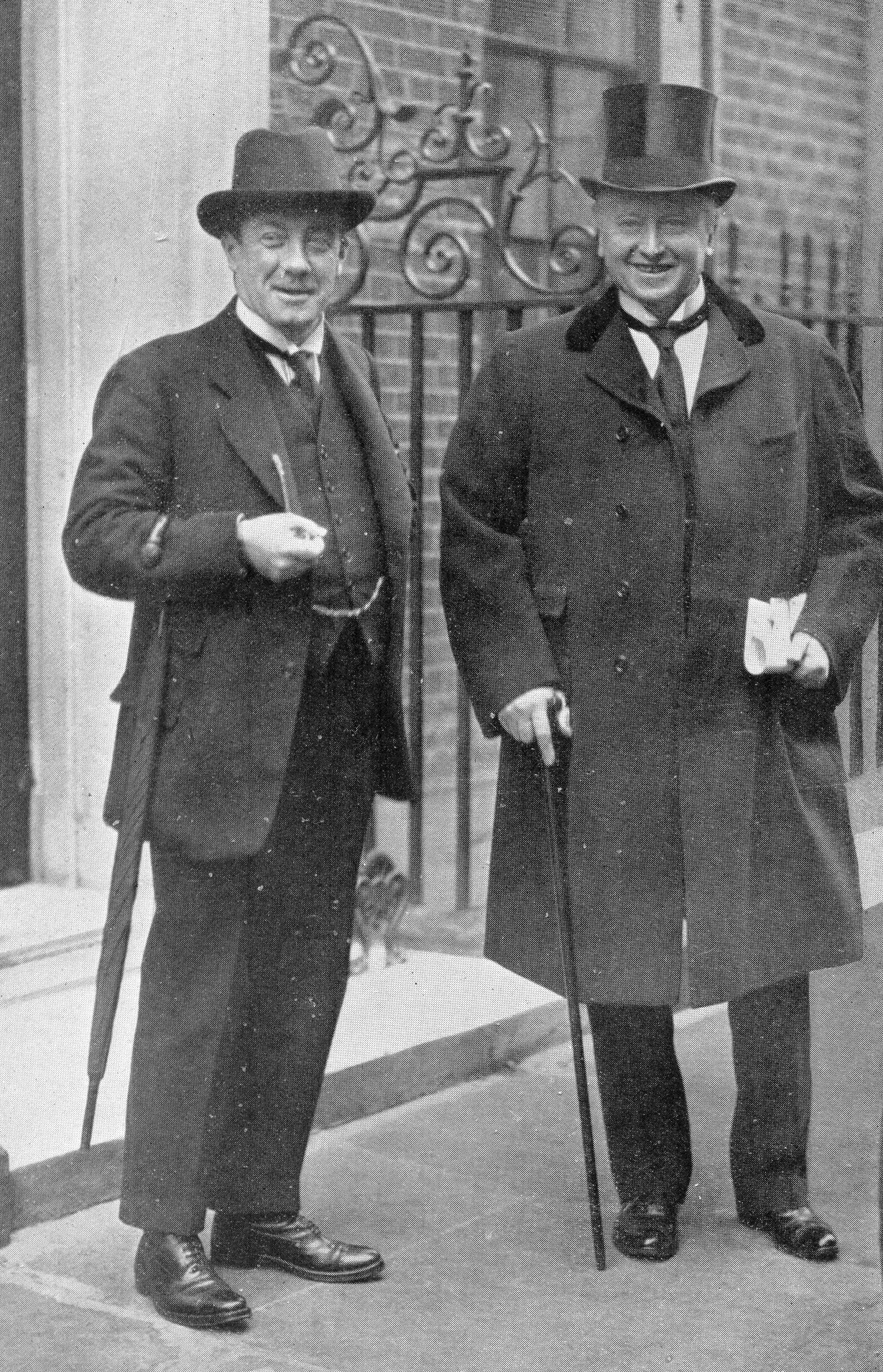
Stanley Baldwin (links) mit Lord Curzon (Januar 1924)

Als Bonar Law sein Amt im Mai 1923 wegen einer Krebserkrankung niederlegte, waren die einzigen Nachfolgekandidaten Baldwin, der im Unterhaus saß, und Lord Curzon, der als Peer im Oberhaus saß. Bonar Law hatte ursprünglich geplant, noch im Amt eine Versöhnung mit der Gruppe um Austen Chamberlain zu erreichen. Die Einheit der Partei – ein bestimmendes Leitmotiv seiner ganzen Zeit als Parteiführer – sollte so wiederhergestellt und die Gruppe, unter denen sich einige der talentiertesten Politiker der Partei befanden, wieder eingebunden werden. Danach wollte er den Stab an Chamberlain weiterreichen. Sein verfrühter Rücktritt machte diese Berechnungen jedoch zunichte, weshalb die Nachfolge sich nun zwischen Baldwin und Curzon entschied. Bonar Law vermied es, König Georg V. einen Nachfolger durch einen formellen Rat vorzuschlagen, da er fürchtete, dass die unvermeidliche Wahl Curzon sein würde, den er nicht als seinen Nachfolger sehen wollte. Lord Stamfordham in seiner Rolle als Privatsekretär Georgs befragte deshalb andere Personen, wie den als elder statesman angesehenen ehemaligen konservativen Premierminister Arthur Balfour. Dieser riet dem König, nach Baldwin zu senden, da sich die konstitutionellen Gewichte seit dem Parliament Act 1911 deutlich zugunsten des Unterhauses verschoben hätten, im Kabinett bereits zu viele Peers säßen, die führende Oppositionspartei (die Labour Party) dagegen im Oberhaus bislang überhaupt nicht repräsentiert sei. Am Ende entschied sich Georg dafür, Baldwin einzuladen, eine Regierung zu bilden. Die Entscheidung gegen Curzon und für Baldwin gilt gemeinhin als Wegscheide für das politische System Großbritanniens, in dem Mitglieder des Oberhauses seitdem effektiv kaum noch Chancen auf den Posten des Premiers hatten.
Baldwin versprach dem König, an Curzon als Außenminister festzuhalten, wenn dieser bereit dafür sei, und sich zu bemühen, die Renegaten Austen Chamberlain und Sir Robert Horne wieder zu integrieren. Lord Curzon, der seinen Lebenstraum zerstört sah, erklärte sich nach kurzer Bedenkzeit bereit, erneut ins neue Kabinett als Außenminister einzutreten. Da Austen Chamberlain und Horne sich Baldwins Avancen verweigerten, blieb das Kabinett auch sonst in der vorherigen Zusammensetzung bestehen.

### Politischer Führungsstil
Mehr als jeder andere Premier vor und nach ihm verwendete Baldwin viel Zeit und Energie darauf, mit einfachen Parteimitgliedern in Kontakt zu bleiben und ein persönliches Netzwerk an Gefolgsleuten aufzubauen. Er beantwortete zahlreiche Briefe auch von einfachen Parteimitgliedern aus den lokalen Parteiorganisationen und pflegte einen engen Umgang mit den Mitgliedern seiner Fraktion im Unterhaus; viele Stunden brachte er damit zu, sich in Lounge und Raucherzimmer des Palace of Westminster aufzuhalten und dort gesellschaftliche Kontakte aufzubauen. Seinen Kabinettskollegen ließ er sehr viel Freiraum und mischte sich nie in die Ressorts ein, was eine bewusste Abkehr vom Stil Lloyd Georges darstellte, der zu Mikromanagement geneigt und in jedes Ressort hineinregiert hatte. Nachdem er die Kabinettsposten ausgehandelt hatte, nahm er Umbildungen nur noch dann vor, wenn es aus nichtpolitischen Gründen unumgänglich war. Baldwin lehnte es wiederholt ab, sich mit Ausländern, sowie Politikern und Diplomaten anderer Länder zu treffen, soweit es nicht unbedingt nötig war. Wann immer möglich, überließ er die Außenpolitik seinen Außenministern. Innenpolitisch blieb er Disraelis One-Nation-Konservatismus verpflichtet und bemühte sich insgesamt darum, einen moderaten, gemäßigten Konservatismus zu implementieren. Im Unterhaus vermied er eine konfrontative Agitation und versuchte stattdessen, mit einem maßvollen, konsensorientierten Stil für seine Anliegen zu werben, die Opposition von der Vernunft seiner Politik zu überzeugen und einen Konsens herzustellen. Auch in der Opposition blieb er diesem Stil treu und vermied harte Angriffe auf die Regierung; sein Biograph Roy Jenkins sieht ihn aufgrund seiner Anlagen als ungeeignet für die Oppositionsbänke.
In seinen Reden beschwor er häufig in nostalgischer Form das englische Landleben, welches noch lange nach dem Untergang des Empires bestehen bleiben würde. Er verabscheute offen Intellektualität und zeigte sich stolz, wenn er, wie beispielsweise im Wahlkampf 1923 von Birkenhead, als „zweitklassiger Intellekt“ betitelt wurde. Durch seine Reden und seinen allgemeinen Habitus wurde der Pfeife rauchende Baldwin äußerst populär und für seine Landsleute bald zur Verkörperung des typischen Engländers und (fälschlicherweise aufgrund seines geschäftlichen Hintergrunds) auch des englischen Landedelmanns.

### Erste Amtszeit als Premierminister
Baldwin übergab kurz nach Amtsantritt den Posten des Schatzkanzlers an Neville Chamberlain, nachdem seine erste Wahl, Reginald McKenna, sein Angebot abgelehnt hatte.
In Verhandlungen mit der US-Regierung versuchte er vergeblich, einen Erlass von britischen Schulden aus der Zeit des Ersten Weltkriegs zu erreichen. Die anhaltend hohe Arbeitslosigkeit blieb ein zentrales Thema. In der parlamentarischen Sommerpause zog sich Baldwin wie gewohnt nach Aix-les-Bains zurück; bei seiner Rückkehr entschloss er sich, Neuwahlen auszurufen und bei diesen als Leitthema Zölle vorzuschlagen. Die Gründe sind umstritten, da Baldwin zu verschiedenen Zeiten verschiedene Hauptmotive angab: Darunter waren die Hoffnung, durch die Einführung von Zöllen die hohe Arbeitslosigkeit zu bekämpfen, durch Neuwahlen die Partei wieder mit der Gruppe um Austen Chamberlain zu vereinigen sowie die Notwendigkeit, das Zollthema präventiv zu besetzen, da er fürchtete, dass Lloyd George (der zu diesem Zeitpunkt aufgrund einer USA-Reise noch auf dem Atlantik weilte) ansonsten bald selbst Einfuhrzölle propagieren würde.
Das Kabinett nahm Baldwins Entscheidung zögerlich an; die beiden liberalen Teilfraktionen, geführt von Asquith bzw. Lloyd George, verständigten sich sofort auf einen einigen Wahlkampf unter dem Banner des Freihandels. Durch den Wahlkampf hindurch glaubte Baldwin fest an einen Sieg. Statt der prognostizierten Mehrheit von über 80 Sitzen verloren die Konservativen bei der Wahl am 6. Dezember 1923 86 ihrer 344 Sitze, während sowohl Labour als auch die Liberalen Unterhaussitze hinzu gewannen. Im Ergebnis fehlten den Konservativen 92 Sitze zu einer Mehrheit und es kam zu einem hung parliament, bei dem keine der drei großen Parteien eine absolute Mehrheit auf sich vereinigen konnte. Innerhalb des Kabinetts kam es kurzzeitig zu Kabalen, um Baldwin als Parteiführer nun abzulösen; nachdem sich der ehemalige Parteiführer Arthur Balfour offen gegen diese Pläne positioniert hatte, blieb Baldwins Position stabil. Baldwin hielt zunächst am Amt des Premierministers über die parlamentarische Weihnachtspause hin fest, während mögliche Koalitionen sondiert wurden. Während rechte Stimmen (und auch Churchill) im Fall einer Labour-Regierung den Bolschewismus auch in Großbritannien heraufziehen sahen, äußerte Asquith, eine Labour-Regierung „könnte schwerlich unter sichereren Bedingungen ausprobiert werden“ und fand sich mit Lloyd George bereit, eine Labour-Minderheitsregierung zu tolerieren. Baldwin stimmte hier mit Asquith überein und zeigte sich über dieses Ergebnis beinahe euphorisch, da er sich eine Rückkehr zu einem Zweiparteiensystem wünschte mit der Labour-Partei als Vertreter der Linken und der konservativen „Tories“ als Vertreter der Rechten. Im Januar 1924 kam die erste Labour-Regierung unter Premierminister Ramsay MacDonald zustande.

### In der Opposition
Nach der Niederlage an den Wahlurnen und der Wahl der ersten Labour-Regierung musste Baldwin zunächst sein Eintreten für Schutzzölle öffentlich widerrufen, was er am 11. Februar tat. Die Idee von Zollschranken, die in der Konservativen Partei seit Beginn des Jahrhunderts eine starke Anhängerschaft hatte, hatte sich bereits bei der Unterhauswahl 1906 als erhebliche Belastung erwiesen, da Zölle in der Bevölkerung mehrheitlich unpopulär waren. Danach versuchte er erneut, die Gruppe um Austen Chamberlain wieder zu den Konservativen zurückzuholen. Über Austens Bruder Neville Chamberlain kam ein Versöhnungstreffen zustande, bei dem Austen einen Platz im Schattenkabinett akzeptierte, zudem traten auch Lord Birkenhead und Sir Robert Horne ins Schattenkabinett ein. Baldwin war in der Opposition vorsichtig und vermied harte Angriffe, da er daran interessiert war, Labour als gemäßigte Kraft in das parlamentarische System des Landes einzubinden und jede Radikalisierung Labours verhindern wollte. Die Labour-Regierung konnte entgegen der Erwartungen von einigen Konservativen und der liberalen Führungsspitze einige Erfolge erzielen und erwies sich zudem auch nicht als radikale Kraft. Der Bruch zwischen Labour und den Liberalen erfolgte nach wenigen Monaten, als Labour einen Handelsvertrag mit der Sowjetunion abschließen wollte und aufgrund der sogenannten Campbell-Affäre: Der kommunistische Zeitungsherausgeber J. R. Campbell hatte in einem Beitrag das Militär aufgefordert, zu meutern. Auf Druck einiger Labour-Hinterbänkler war eine juristische Verfolgung Campbells von der Regierung blockiert worden. Daraufhin wandten sich Konservative und Liberale gemeinsam gegen die Labour-Regierung und forcierten eine Debatte im Unterhaus, bei der sie eine parlamentarische Untersuchungskommission anregten. Die Labour-Regierung widersetzte sich dem und verlor eine Vertrauensabstimmung, bei der Baldwin äußerst vorsichtig argumentierte und lediglich MacDonalds mangelnde Kontrolle über die radikaleren Extremisten auf seinen Hinterbänken tadelte. Nach der Abstimmungsniederlage rief MacDonald Neuwahlen aus. Im Wahlkampf machte Baldwin von der technischen Neuerung des Radios gekonnten Gebrauch; während MacDonald aggressiv im Stil von Podiumsreden redete, sprach Baldwin die Hörer auf eine ruhige, vertraute Weise an, was sich als effektiver erwies.

### Zweite Amtszeit
Die Unterhauswahl 1924 wurde zu einem sicheren Sieg für Baldwins Konservative. Nun mit einer eigenen statt einer von Bonar Law geerbten Mehrheit ausgestattet, bildete Baldwin sein Zweites Kabinett; Priorität war die Einbindung der Gruppe um Austen Chamberlain, da Baldwin um jeden Preis die Entstehung einer Zentrumspartei verhindern wollte. Nachdem er den bisherigen Außenminister Curzon auf den Posten des Lordpräsident des Rates platziert und damit politisch kaltgestellt hatte, bot Baldwin Austen Chamberlain das Außenministerium oder das Indien-Ministerium an; nachdem dieser Baldwins Avancen akzeptierte und sich für das Außenministerium entschieden hatte, fiel letzteres an Birkenhead. Neville Chamberlain wählte das Gesundheitsministerium für sich aus und schlug Churchill als neuen Schatzkanzler vor, der sofort dankbar akzeptierte. Mit Churchills Eintritt in die Regierung war gleichzeitig auch die Idee einer Zentrumspartei, mit der er, Birkenhead und Lloyd George geliebäugelt hatte, begraben worden. Arthur Steel-Maitland wählte er als Arbeitsminister aus. Nach Curzons Tod wurde Arthur Balfour erneut Kabinettsmitglied.
Baldwin präsidierte im Kabinett wie ein Vorstandsvorsitzender und versuchte, statt eigener Initiativen eher die Minister zu inspirieren. Außenpolitisch kam es zu Beginn seiner Amtszeit im November 1924 zu einer schweren Krise mit dem Königreich Ägypten, welches Großbritannien 1922 in die staatliche Unabhängigkeit entlassen hatte, um den Status des Anglo-Ägyptischen Sudan. Auf der Frühjahrstagung des Völkerbunds 1925 lehnte Baldwins Regierung das Genfer Protokoll ab, dem die Regierung MacDonald eigentlich schon zugestimmt hatte (wenn auch nicht ohne Vorbehalte). Damit scheiterte dieser Ansatz, durch Kriegsächtung, verbindliche Schiedsgerichtsbarkeit und Sanktionen sowohl kollektive Sicherheit als auch Abrüstung zu ermöglichen.
1925 war Außenminister Chamberlain einer der Protagonisten bei der Aushandlung der Verträge von Locarno, die die Beziehungen der Siegermächte zu Deutschland normalisierten und Sicherheitsgarantien für die Westgrenze Deutschlands zu Frankreich und Belgien bedeuteten. Die Londoner Konferenz von 1926 regelte die Beziehungen zwischen Großbritannien und den Dominions (Kanada, Australien, Neuseeland, Südafrikanische Union, Irischer Freistaat und Neufundland sowie Indien) und bedeutete eine Gleichstellung zwischen erstem und letzteren.
Innenpolitisch verkündete Schatzkanzler Churchill nach Beratung durch die Experten im Schatzamt in seiner Haushaltsrede Ende April 1925 die Rückkehr zum Goldstandard, eine Maßnahme, gegen die sich allein Wirtschaftsexperte John Maynard Keynes unter dem Hinweis aussprach, dass die Vorkriegsparität von 4,86 das Pfund Sterling überbewerten würde. Die Erholung der deutschen Wirtschaft und der niedrigere Kurs von französischem und belgischem Franc bedeutete für die britische Wirtschaft bald eine Hypothek, die die Arbeitslosigkeit weiter ansteigen ließ. 1931 musste die Entscheidung widerrufen werden. Der Sozialstaat wurde unter der Federführung von Neville Chamberlain, aufbauend auf den Reformen der Liberalen vor dem Ersten Weltkrieg, weiter ausgebaut. So wurde für Witwen und Waisen eine Rente eingeführt, dazu wurde auch für versicherte Arbeitnehmer eine erhöhte Rente beschlossen. Dennoch kam es weiterhin zu Arbeitskämpfen und Streiks und am 4. Mai 1926 begann der Generalstreik, der von der Gewerkschaft der Minenarbeiter initiiert worden war. Baldwin zeigte sich hier vorsichtig und konnte den Generalstreik mit seiner behutsamen Handhabung schnell entschärfen. Am 12. Mai wurde der Generalstreik beendet. Nach der Niederlage der Gewerkschaften setzte der rechte Flügel der Konservativen ein Gesetz durch, welches Sympathiestreiks verbot und die Abführung von Gewerkschaftsbeiträgen an die Labour-Partei nur unter Auflagen gestattete. Baldwin trat in der Folge für die Zusammenarbeit zwischen Arbeitgebern und Gewerkschaften in Schlichtungskommissionen ein. Seine verbleibenden Jahre an der Macht sahen eine starke Reduzierung größerer Streiks.

### Erneute Opposition
Die Unterhauswahl vom 30. Mai 1929, die Baldwins Konservative unter dem Wahlkampfslogan „Safety First“ fochten, sorgte für eine knappe Mehrheit Labours über die Konservativen; im Anschluss trat Baldwin sofort zurück. In der Partei wurde zunächst J. C. C. Davidson im Anschluss an die Niederlage die Verantwortung zugeschoben; er musste im Verlauf des Jahres seinen Posten als Parteivorsitzender für Neville Chamberlain räumen. Baldwin in seiner Position als Parteiführer war für die nächsten beiden Jahre das Ziel unablässiger Dauerangriffe, überlebte jedoch vor allem dank der Unterstützung Neville Chamberlains, der bereits zu diesem Zeitpunkt der einzig aussichtsreiche Nachfolger Baldwins war. Wiederum machten die Protektionismus–Befürworter ihre Stimme geltend und argumentierten, dass ein entschiedenes Eintreten für Zölle die Wahl gewonnen hätte. Baldwin kam zusätzlich in die Kritik der Pressemagnaten Beaverbrook (der Baldwin seit langem feindlich gesinnt war) und Rothermere. Rothermere verlangte, vor der nächsten Wahl eine Kabinettsliste zu erhalten, bevor er die Konservativen in seinen Zeitungen unterstützen würde. Baldwin machte die Forderung öffentlich und wies Rothermeres Forderung als anmaßend bei einem Auftritt entschieden zurück. Er klagte die Pressebarone dabei an, Macht ohne Verantwortung zu genießen. Baldwins Führungsanspruch wurde auch durch die Debatte über die Zukunft Britisch-Indiens in Frage gestellt; Baldwins enger politischer Freund Edward Wood, 1. Earl of Halifax, seit 1926 auf Vorschlag von Baldwin hin Vizekönig von Indien, sprach sich öffentlich in der „Irwin-Deklaration“ für ein Indien als selbstständig verwaltetes Dominion aus und kam damit den Forderungen Gandhis nach. Dies traf sofort auf den Widerstand einiger konservativer Mitglieder, namentlich vor allem Winston Churchill, die hierin das Ende der Herrschaft über Indien sahen. Churchill verließ über dieser Frage im Januar 1931 das Schattenkabinett. In den nächsten Jahren begann er eine Kampagne gegen britische Konzessionen in dieser Frage, die ihn zunehmend isolierte.

### Führungsfigur in der Nationalen Regierung
Die Weltwirtschaftskrise, die 1929 in den USA begonnen hatte, erreichte im Herbst 1931 auch Großbritannien. Die Auswirkungen werden als weniger dramatisch beschrieben als in Deutschland und den USA, dennoch wurde die britische Industrieproduktion schwer getroffen. Vor allem die Exportindustrien (Textilproduktion, Kohleförderung und Schiffsbau) brachen ein. Parallel dazu bahnte sich der Fall der zweiten Labour–Regierung MacDonald an. Eine erneute Finanzkrise führte zu Hintergrundgesprächen zwischen den führenden Vertretern der Parteien. Baldwin, der keine Koalition wollte, verbrachte währenddessen in Aix-les-Bains seinen alljährlichen Urlaub. Bei seiner Rückkehr waren die Gespräche bereits weit fortgeschritten und Neville Chamberlain war für die Bildung einer breiten Koalition. Der König übte nun Druck auf den widerstrebenden Baldwin aus, Teil einer Nationalen Regierung unter Ramsay MacDonald zu werden. Widerwillig stimmte Baldwin zu. MacDonald, der seinen Regierungsauftrag ohne vorherige Absprache in seiner Partei vollzogen hatte, wurde daraufhin zusammen mit Schatzkanzler Philip Snowden und Kolonialminister James Henry Thomas aus der Labour–Partei ausgeschlossen. Die folgende vorgezogene Unterhauswahl vom 27. Oktober 1931 führte zu einem Triumph der Konservativen und zur Bildung der Zweiten Nationalen Regierung, die aus 11 konservativen Ministern, 5 liberalen Ministern und 4 Labour–Ministern bestand. Baldwin trat als Lord President of the Council in die Nationale Regierung unter dem nominellen Führer MacDonald ein, sein zweiter Mann Neville Chamberlain wurde Schatzkanzler. Vor allem ab 1934, als sich MacDonalds Gesundheitszustand zunehmend verschlechterte, galt Baldwin als graue Eminenz dieses Kabinetts, dessen Politik er als „heimlicher Premier“ wesentlich mitbestimmte.
Nachdem Deutschland die Genfer Abrüstungskonferenz und im Oktober 1933 den Völkerbund verlassen hatte, gab Großbritannien die angestrebte internationale Abrüstung der Luftstreitkräfte auf und zielte auf eine Nachrüstung der Royal Air Force, um das Risiko eines Angriffs auf England zu minimieren. Baldwins eigene Position zu Fragen der Rüstung war entscheidend von Edward Grey geprägt worden, der 1925 ausgeführt hatte, dass ein Wettrüsten unweigerlich zu einem Krieg führen würde. Defizite in der Verteidigung auszugleichen, sah Baldwin jedoch keineswegs als Beitrag zu einem internationalen Wettrüsten. Gesteigerte Rüstungsanstrengungen machte er vom Rückhalt in der Wählerschaft abhängig. Weite Teile der britischen Öffentlichkeit sowie die Liberalen und Labour waren zu dieser Zeit stark pazifistisch gesinnt, weshalb Baldwin nur behutsame Schritte in Richtung Aufrüstung unternahm.

### Dritte Amtszeit

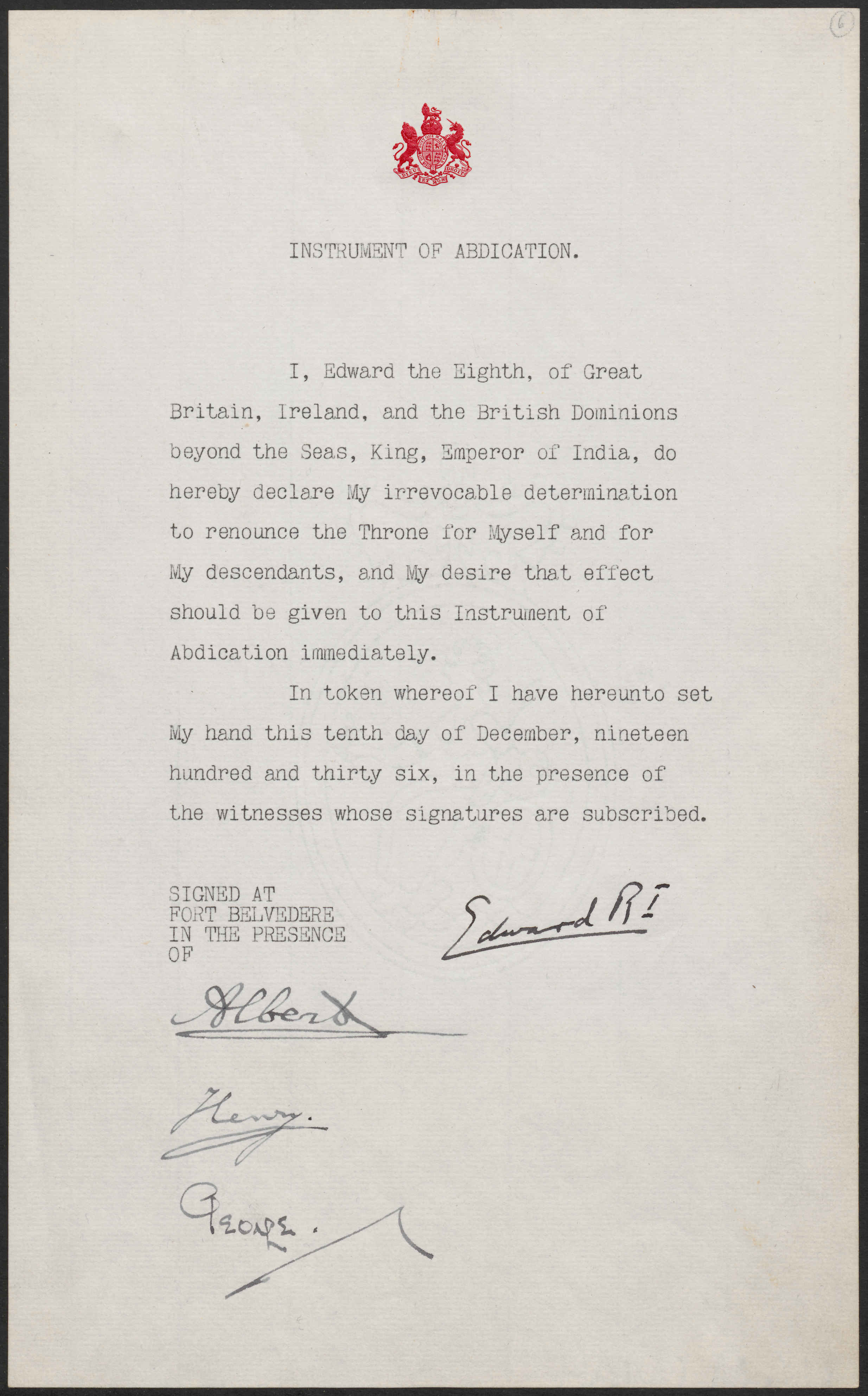
Die Abdankungsurkunde unterzeichnet von Edward VIII. und seinen drei Brüdern

Nach der Unterhauswahl am 14. November 1935 wurde Baldwin zum dritten Mal Premierminister. Außenpolitisch machte er sich über den Charakter der Herrschaft Hitlers und Stalins keine Illusionen. Er empfand für Faschismus und Bolschewismus gleichermaßen Verachtung. Andererseits fürchtete Baldwin Mitte der dreißiger Jahre, ein französischer Sieg über Deutschland könnte zu einer Bolschewisierung Deutschlands führen. Die zunehmende Aggression der faschistischen Diktaturen führte zu inneren Zerwürfnissen innerhalb der britischen Elite. So nahm der junge Lordsiegelbewahrer und Minister für den Völkerbund, Anthony Eden, während des Abessinienkriegs aufgrund seiner negativen Einschätzung Mussolinis eine unnachgiebige Haltung ein und warb für einen Konfrontationskurs, was zu einem Zerwürfnis mit Unterstaatssekretär Robert Vansittart führte. Dieser hielt Deutschland für die größere Bedrohung und trat deshalb für eine nachgiebige Haltung gegenüber dem faschistischen Italien ein, um es als Verbündeten gegen Hitler zu gewinnen. Baldwin entsandte wegen des Kriegs Außenminister Samuel Hoare nach Paris, wo dieser im Dezember 1935 den Hoare-Laval-Pakt aushandelte, der schnell an die Öffentlichkeit gelangte und zu einem Aufschrei führte. Hoare musste zurücktreten und wurde durch Eden ersetzt. Baldwins Regierung war danach im Unterhaus und in der Presse Ziel heftiger Angriffe. Baldwin, der Hoare als Freund betrachtete, war danach einem Nervenzusammenbruch nahe und während des gesamten Jahres 1936 in einem permanenten Erschöpfungszustand und depressiv. Im Mai 1936 kündigte er seinen Rücktritt für das kommende Jahr an. Über den Sommer 1936 zog er sich für drei Monate nach Aix-les-Bains zurück.
Bei seiner Rückkehr war die Abdankungskrise um König Eduard VIII. zu einer Klimax gekommen, bei der Baldwin nachdrücklich für dessen Abdankung eintrat.
Während König Georg V. seit längerem bereits schwere Zweifel an der Eignung seines Sohns für die Thronfolge gehabt hatte, galt dies in gleichem Maß für Baldwin und die höherrangigen Kabinettsmitglieder. Eduard erschien in Charakter und Grundhaltung als verantwortungslos und selbstsüchtig, während er den royalen Pflichten gegenüber gleichgültig bis ablehnend gegenüberstand. Gleich am Tag der Thronbesteigung notierte Kabinettssekretär Thomas Jones in seinem Tagebuch, „S. B.“ sei ausgesprochen nervös wegen Eduard. Oppositionsführer Attlee gegenüber brachte Baldwin ebenfalls seine Zweifel zum Ausdruck, ob „der König den Kurs halten“ würde. Neville Chamberlain ließ im Kabinett ein Memorandum zirkulieren, in dem er entschiedene Schritte forderte und dem König ein Ultimatum stellen wollte. Baldwin zögerte allerdings, etwas zu unternehmen und baute darauf, dass sich die Situation zu einem späteren Zeitpunkt alleine lösen würde. Nach seinem dreimonatigen Urlaub in Südfrankreich kam Baldwin zurück nach Großbritannien, wo er in die Nähe von Fort Belvedere zog, wo Eduard mit seiner Geliebten Wallis Simpson lebte. Bei zwei Treffen mit Eduard machte Baldwin klar, dass die angestrebte Heirat Eduards mit Wallis Simpson unmöglich sei. Auch eine morganatische Ehe wurde aufgrund der einhelligen Ablehnung als unmöglich ausgeschlossen. Eduard entschloss sich daraufhin zur Abdankung. Churchill, der die Sache des Königs vertreten hatte, wurde dagegen im Unterhaus von den Abgeordneten niedergeschrien. Auch Baldwins gekonnte Handhabung der Abdankungskrise ließ ihn als den meistgeachteten Politiker im Land abtreten. Er trat, kurz nach der Krönung von König Georg VI., am 28. Mai 1937 zurück. In seiner letzten Rede im Unterhaus kündigte er die Erhöhung der Gehälter für die Mitglieder des Unterhauses von 400 auf 600 Pfund Sterling an, wofür er vor allem von den Labour–Unterhausmitgliedern gefeiert wurde. Sein Nachfolger wurde Neville Chamberlain.

### Letzte Lebensjahre

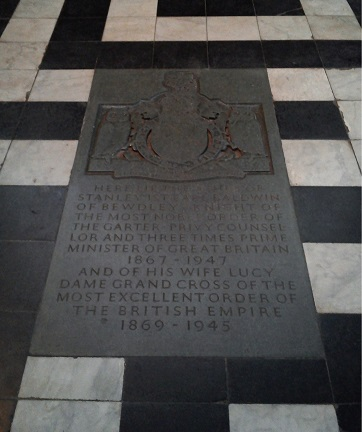
Das Grab von Baldwin und seiner Frau in der Worcester Cathedral

Bei seinem Ausscheiden aus dem Amt wurde Baldwin mit dem Hosenbandorden ausgezeichnet und als Earl Baldwin of Bewdley in den erblichen Adelsstand erhoben. Im Oberhaus war er nur selten und hielt dort nur wenige, ineffektive Reden. An Anthony Edens Rücktritt als Außenminister im Februar 1938 nahm er großen Anteil, da Eden zunehmend sein persönlicher politischer Favorit geworden war und er sich wünschte, ihn eines Tages als Premierminister zu sehen. Im Dezember 1938 startete Baldwin über die BBC einen Aufruf an die britische Öffentlichkeit, durch den er für den „Lord Baldwin Fund for Refugees“ die Summe von 500.000 Pfund einwarb. Ein Großteil dieser Gelder kam den Kindertransporten zugute. Sie dienten aber auch der Finanzierung der Arbeit britischer Flüchtlingskomitees wie dem Germany Emergency Committee (GEC).
Bis zum Ausbruch des Zweiten Weltkriegs bewohnte Baldwin weiter Astley Hall und sein Haus am Eaton Square, wie gewohnt verbrachte er seine Sommerurlaube in Aix-les-Bains. Nach Kriegsausbruch stand er seinem Nachfolger Chamberlain zunehmend kritisch gegenüber. Bei Kriegsausbruch wurde Astley Hall zur Hälfte als Heim für Flüchtlinge requiriert. Baldwin litt in seinen letzten Lebensjahren zunehmend an Arthritis, war schwerhörig und auf einen Stock als Gehhilfe angewiesen. Seine Frau Lucy starb 1945. Seinen letzten Auftritt in der Öffentlichkeit hatte Baldwin im Oktober 1947 bei der Enthüllung einer Statue von König Georg V., er blieb dabei von den meisten Zuschauern unerkannt. Zwei Monate später starb er im Schlaf in Astley Hall. Nach seinem Tod wurde er im Golders Green Crematorium in London eingeäschert, seine Urne neben seiner Frau in der Worcester Cathedral beigesetzt.

## Die Debatte um Baldwins historische Verantwortung am Weltkrieg
Mitten in der Luftschlacht um England im Juli 1940 erschien das Buch Guilty Men (dt. Schuldige Männer). Der anonyme Hauptautor „Cato“ benannte 15 Männer – allen voran Neville Chamberlain und Stanley Baldwin – und gab ihnen eine zentrale Mitschuld an der militärisch desolaten Lage Großbritanniens im Sommer 1940. In einem publizistischen Frontalangriff auf die „kleinen Figuren“ führte „Cato“ aus, die 15 Männer hätten es in den 1930er-Jahren unterlassen, Großbritannien wieder aufzurüsten und auf einen Zusammenstoß mit den faschistischen Diktaturen vorzubereiten. Statt der Aggression Hitler-Deutschlands entgegenzutreten, seien mit der Appeasement-Politik absichtlich kleinere Länder der immer offensichtlicher zu Tage tretenden Tyrannei Hitlers geopfert worden. Kulminationspunkt war die Forderung, dass die schuldigen Männer, die noch im Amt waren, sofort zurücktreten sollten.
Das Buch entwickelte sich schnell zu einem Bestseller und wurde inhaltlich von vielen, oftmals linksgerichteten Journalisten und Autoren in diversen Artikeln und Publikationen aufgegriffen. Die Reputation vor allem Baldwins und Chamberlains wurde so nachhaltig zerstört. Nach dem Tod des letzteren im November 1940 rückte vor allem Baldwin in den Fokus wiederholter publizistischer Angriffe. Baldwin, bei seinem Rücktritt noch der meistgeachtete Politiker des Landes, wurde nun zur Unperson. Neben einer fast ausschließlich feindlichen Presse war er zunehmend das Ziel beleidigender Briefe.
Die Angriffe auf Baldwin endeten auch nach Ende des Zweiten Weltkriegs nicht; anlässlich zu Baldwins 80. Geburtstag im Jahr 1947 verweigerte Churchill es in seiner Rolle als konservativer Parteiführer, Baldwin Glückwünsche zu senden. Als Begründung meinte er im privaten Kreis: „Ich wünsche Stanley Baldwin nichts Schlechtes, aber es wäre sehr viel besser gewesen, wenn er niemals gelebt hätte.“
In seiner mehrbändigen Darstellung zum Zweiten Weltkrieg erneuerte Churchill seine Attacke und führte im 1948 veröffentlichten ersten Band aus, dass Baldwin als Kopf „der katastrophalsten Administration der britischen Geschichte“ in den 1930er-Jahren konstant die eigene Partei über das Interesse des Landes gestellt habe. Mit einem selektiven Zitat Baldwins aus einer Unterhausdebatte im Jahr 1933 suchte er zu beweisen, dass Baldwin anstatt die Bedrohung durch Nazi-Deutschland offen auszusprechen, sich dagegen zu positionieren und das Land entschieden aufzurüsten, nur das Wohl der eigenen Partei bei der jeweils nächsten Wahl im Blick gehabt und die Ereignisse habe driften lassen. Wiederum stand Baldwin (nicht Chamberlain) im Zentrum der Kritik. Churchill ließ dabei beispielsweise Frankreichs schnellen Zusammenbruch 1940 außen vor, konzentrierte sich auf Personenkritik und vertrat die These, dass bis 1936 der Krieg hätte verhindert werden können, wenn Baldwin in dieser Zeit nur die Parität der Luftstreitkräfte erhalten hätte.
Das Buch des zum Kriegshelden avancierten Churchill hatte eine enorme Wirkungskraft auf die Interpretation der 1930er-Jahre. Seine Attacken wogen umso schwerer, da er generell dafür bekannt war, sich auch politischen Gegnern gegenüber großzügig zu zeigen und diesen Respekt zu zollen. Einzig bei dessen Tod veröffentlichte Churchill ein doppeldeutiges Kompliment für Baldwin und nannte ihn den respekteinflößendsten Politiker, dem er je begegnet sei.
Eine wirkungsvolle Gegenreaktion auf dieses Narrativ setzte erst 1953 ein, als der Oxford-Historiker D. C. Somervell eine Streitschrift veröffentlichte und sich kritisch mit dem herrschenden Narrativ auseinandersetzte. Darauf folgte die Veröffentlichung einer engagierten Biographie durch Baldwins Sohn. Der Historiker Robert Blake suchte 1955 nach seiner Biographie über Andrew Bonar Law (The Unknown Prime Minister) ein Anschlussbuch über Baldwin (The Age of Baldwin) zu realisieren, worauf jedoch sein Auftraggeber Lord Beaverbrook fälschlich behauptete, bereits mit einem Buch gleichen Titel und Inhalts beschäftigt zu sein. Nachdem dies ausgeblieben war, veröffentlichte Blake 1960 zumindest einen einflussreichen Essay, in dem er viele Anklagen aus der Vergangenheit zurückwies. Mitte der 1960er-Jahre endete das öffentliche Interesse an Baldwin in der breiteren Öffentlichkeit, nachdem die politischen Debatten um andere Themen kreisten und die persönlich Involvierten bereits verstorben oder aus dem öffentlichen Leben verschwunden waren. Eine Mehrheit der Historiker neigte nun dazu, in ihren Interpretationen der 1930er-Jahre weniger von einer individuellen Schuld auszugehen als vielmehr kollektive Wechselwirkungen zu sehen und kam damit zu ausgewogeneren Einschätzungen. Baldwins Reputation als der Premierminister, der nicht aufgerüstet habe, blieb jedoch im öffentlichen Bewusstsein tief verwurzelt.

## Forschung

Das Wappen von Stanley Baldwin, 1. Earl of Bewdley

Beim Zeitpunkt von Baldwins Tod waren bereits drei Studien über ihn erschienen, alle noch vor seinem Rückzug ins Privatleben: Stanley Baldwin. A Biographical Character Study von A. G. Whyte (1928), The Real Stanley Baldwin von Wickham Steed (1930), sowie Stanley Baldwin von Arthur Bryant (1937). 1952 erschien die erste posthume und autorisierte Biographie Baldwins von G. M. Young, welche inhaltlich besonders kritisch mit Baldwin umging und wegen ihrer Qualität auf Ablehnung stieß. Als Entgegnung auf dieses Buch und die negative Beurteilung durch Churchills Buch The Gathering Storm veröffentlichte der Oxford-Historiker D. C. Somervell 1953 eine Streitschrift; dazu brachte A. C. Baldwin mit My Father: the True Story 1955 eine engagierte Biographie seines Vaters heraus, die ebenfalls als Replik auf Youngs Biographie gedacht war.
1969 veröffentlichten Keith Middlemas und John Barnes eine sehr umfangreiche Biographie Baldwins. 1973 folgte Baldwin: the unexpected Prime Minister von Montgomery Hyde, ein einschlägig gelobtes Werk. Nach einem biographischen Essay von Kenneth Young im Jahr 1976 folgte 1987 Roy Jenkins’ Buch Baldwin. Jenkins definierte drei Leitthemen, mit denen Baldwin als Premier konfrontiert war: Den Aufstieg der Arbeiterklasse als eigenständige Macht, der sich sowohl im Aufstieg Labours als auch in Streiks durch eine zunehmend in Gewerkschaften organisierter Arbeiterschaft manifestierte. Zweitens der relative Niedergang der britischen Industrien. Drittens die Bedrohung durch die faschistischen Diktaturen. Jenkins sieht Baldwin als stärksten im ersten, am schwächsten im dritten Thema.
In seinem 1977 veröffentlichten Buch Lloyd George: The Goat in the Wilderness 1922–1931, eine biografische Studie David Lloyd Georges in der Phase von 1922 bis 1931, sprach Campbell Baldwin eine Dominanz in der Zwischenkriegszeit ab. These des Buchs ist die Dominanz des „Phänomens“ David Lloyd George; viele politische Manöver Baldwins wie die eilig ausgerufenen Unterhauswahlen 1924 seien als Schachzüge gegen Lloyd George zu deuten, der auch nach seinem Fall infolge des Carlton-Club-Treffens die politische Bühne des Landes weiter dominiert habe.
1978 veröffentlichte John Ramsden als Teil seiner Serie von Studien über die Geschichte der Konservativen Partei das Buch A History of the Conservative Party: The Age of Balfour and Baldwin 1902–1940. Ramsden brachte in Teilen harte Kritik an Baldwin hervor für seinen Mangel an Autorität und Antrieb; Baldwin habe die Ereignisse oft treiben und sich manche politische Maßnahmen von anderen diktieren lassen.
Robert Blake führte zunächst 1960 in einem Essay und erneut 1997 in seinem Buch über die Konservative Partei aus, dass Baldwin mit einer außergewöhnlichen Genauigkeit die Stimmungen der Bevölkerung repräsentiert habe, die ihn im Gegenzug dafür verehrte. Er sei konziliant und versöhnlich in einer Zeit der Kompromisse aufgetreten, ein insularer Charakter in einer Phase des Isolationismus gewesen und konfliktscheu als Großbritannien einen neuen Krieg ablehnte und fürchtete. Mit diesen Eigenschaften sei er allerdings auch ungeeignet gewesen, den Niedergang der britischen Wirtschaft aufzuhalten, die unter dem Zusammenbruch der ökonomischen Vorkriegsordnung litt und sich dem Aufstieg einer aggressiven Diktatur in Deutschland mit einer offenen Kampfansage entgegenzustellen.
1999 veröffentlichte Philip Williamson einen freundlich gesonnenen Essay–Band, in dem Baldwins Bilanz als verantwortlicher Politiker sehr positiv beurteilt wurde. Auch in der im Rückblick zentralen Frage der 1930er-Jahre, die Konfrontation mit den faschistischen Diktaturen und Wiederaufrüstung, habe Baldwin nicht versagt. Angesichts einer pazifistischen Grundhaltung als Konsens (nicht nur in Großbritannien, sondern auch in Frankreich und den USA) habe Baldwin keine Möglichkeit gehabt, stärker aufzurüsten.
Im Rahmen der Serie 20 British Prime Ministers of the 20th Century erschien 2006 die Kurzbiographie Baldwin von Anne Perkins. Baldwin stehe für die Ära der Zwischenkriegszeit. Dass Baldwin von Churchill wegen der mangelnden Aufrüstung in den 1930ern angeklagt und von Labour für die Auswirkungen der Weltwirtschaftskrise auf die Arbeiterklasse verantwortlich gemacht wurde, sah Perkins als nur bedingt gerechtfertigt an.
In einer Umfrage der BBC aus dem Jahr 2000 unter Historikern, Politikern und politischen Kommentatoren, bei der die Abstimmenden den besten Premierminister des 20. Jahrhunderts wählen sollten, belegte Baldwin Rang 8 von 19.

## Werke
- Service of our Lives. Last Speeches as Prime Minister. London 1937, OCLC 692496099.